# Veste Wachsenburg

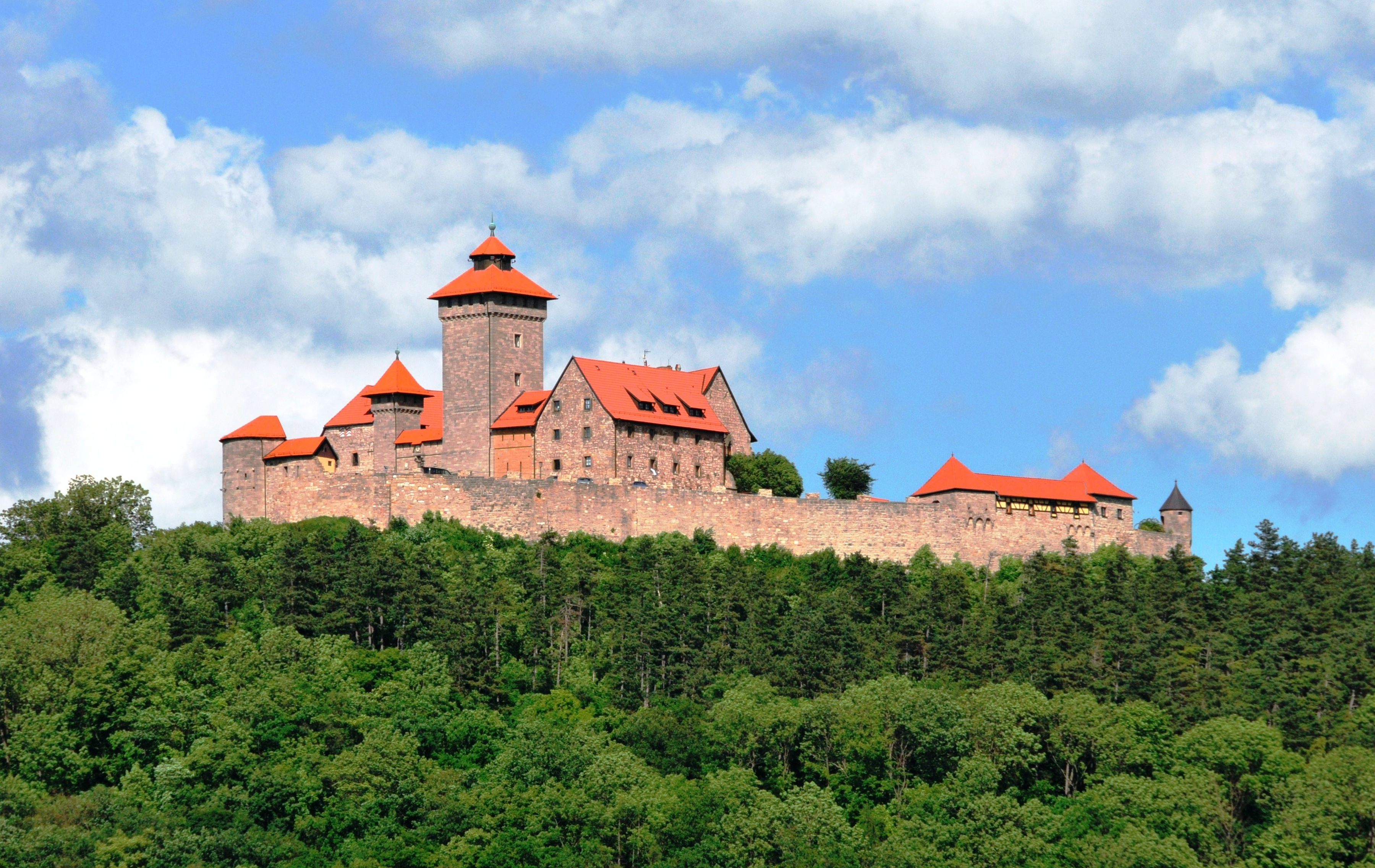
O Veste Wachsenburg visto de sudoeste.

O Veste Wachsenburg, muitas vezes chamado apenas de Wachsenburg, é um castelo medieval pertencente a um grupo conhecido por Drei Gleichen (três semelhantes), situado na área de Wachsenburggemeinde, distrito de Ilm-Kreis, no Estado alemão da Turíngia. Ao longo da sua história, o castelo mudou muitas vezes de dono, sendo constantemente reconstruído e ampliado. Actualmente serve como hotel e restaurante, além de abrigar um museu privado.

## História

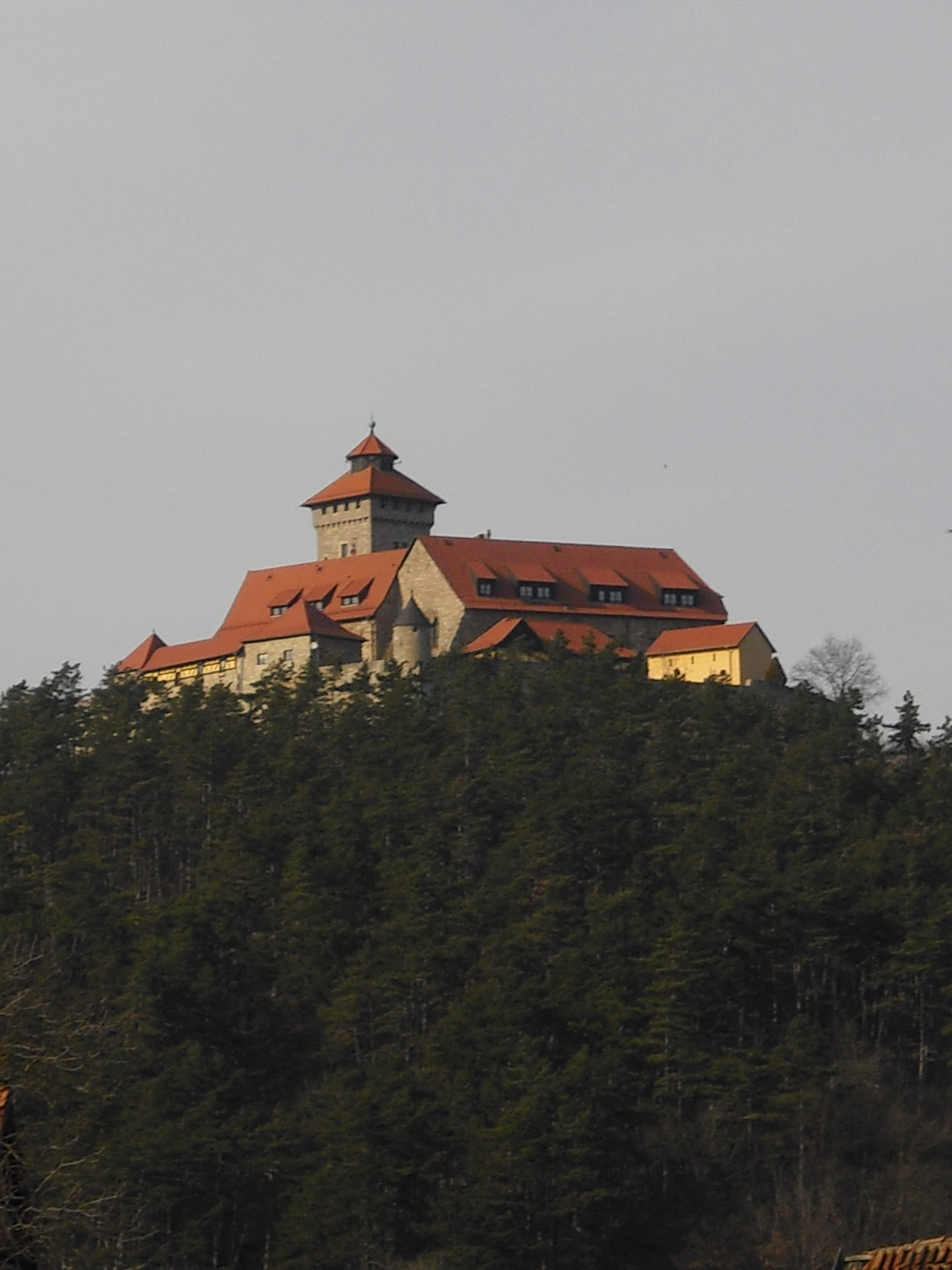
O Veste Wachsenburg visto de sul.

Os primeiros edifícios no cónico Wassenberg (termo em alemão antigo para montanha íngreme) surgiram, provavelmente, já em 930. A construção foi impulsionada pela Abadia Imperial de Hersfeld para proteger os seus extensos haveres na região de Arnstadt.
Entre 1090 e 1098, o abade de Hersfeld, Friedrich, viveu no castelo, vindo também a falecer lá. Ele tinha recuperado o castelo ao tomá-lo com dificuldade numa rixa. Por volta do ano 1100, a abadia imperial do castelo foi deixada aos condes da Turíngia. O primeiro documento que menciona o Wachsenburg remonta a 1140, no qual é referido um cavaleiro nobre de Vassemburgo (Ritter Adelher von Wassenburg). No decorrer do conflito armado entre os Staufer e os Guelfo, o castelo foi atraído para o combate no final do século XII, com o Arcebispo de Colónia, partidário dos Guelfo, a posicionar-se lá. 

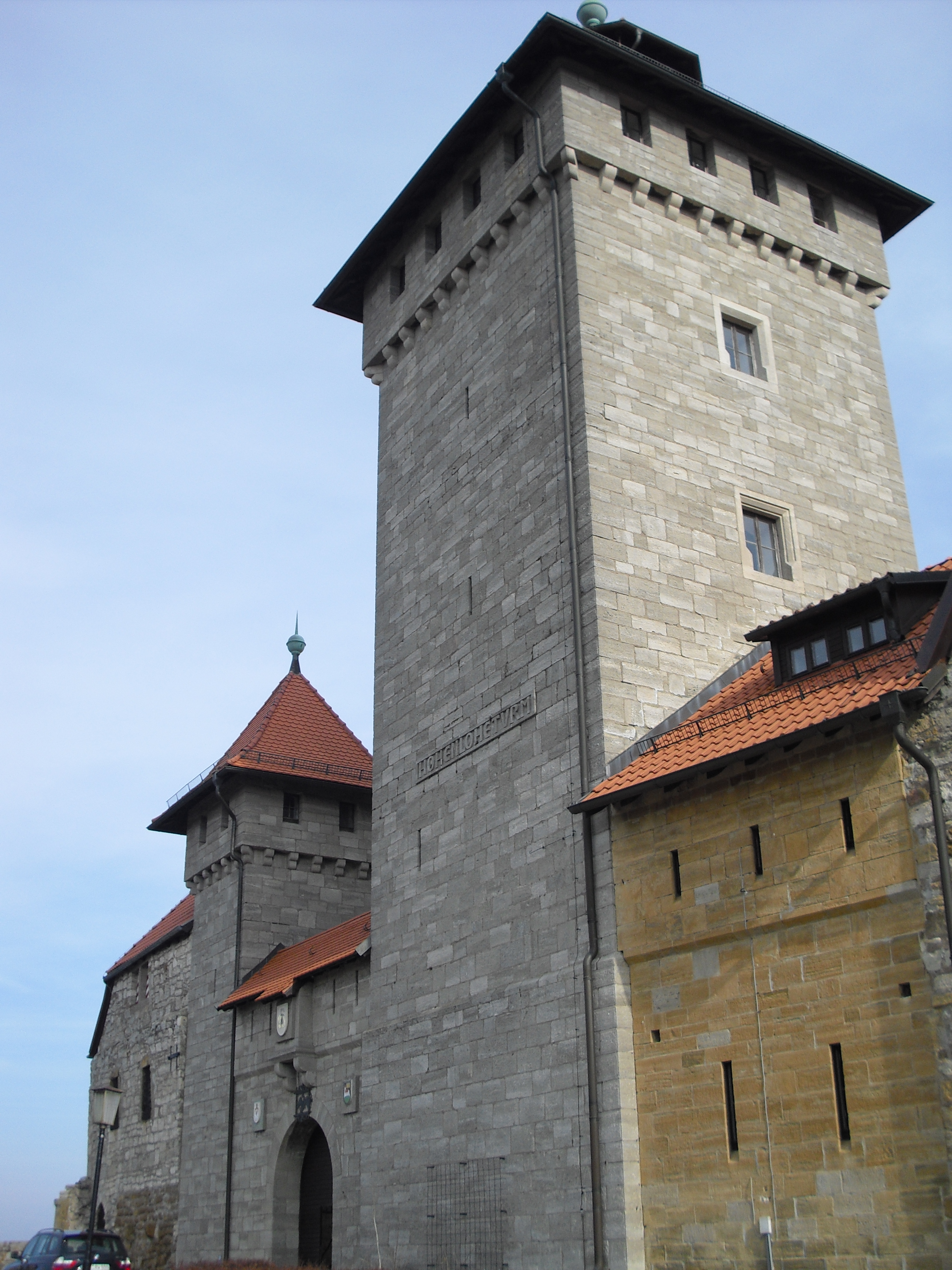
Torre Hohenlohe e portão de entrada.

Nas décadas seguintes, o palácio foi palco de vários conflitos entre as forças rivais dentro do Sacro Império. Assim, Filipe da Suábia tomou o castelo em 1204. Em seguida, a sua posse transitou entre os condes de Käfernburg, Orlamünde e, a partir de 1306, Schwarzburg-Blankenburg. O castelo floresceu sob o Conde Günther XII, que o deteve a partir desse ano. Em 1366, o proprietário seguinte, João II de Schwarzburg, teve que vender o castelo para pagar dívidas de guerra. Em 1369, apesar dos esforços da cidade para adquiri-lo, o castelo entrou na posse dos condes da Turíngia, que se viram forçados a hipotecá-lo várias vezes no período que se seguiu. Deste modo, em 1441 veio parar às mãos de Apel Vitzthum, de Apolda, que ficou conhecido como o "chefe de bombeiros da Turíngia" (Brandmeister von Thüringen). Mais tarde, a cidade de Erforte virou-se contra este notável barão-ladrão, tendo sitiado o Wachsenburg em 1451 com a ajuda das cidades imperiais de Mühlhausen e Nordhausen. Após quatro semanas de cerco, pelo enfraquecimento da muralha do castelo, entretanto atingida, Apel Vitzthum foi forçado a render-se . A estrutura danificada caiu gradualmente no período de rescaldo.

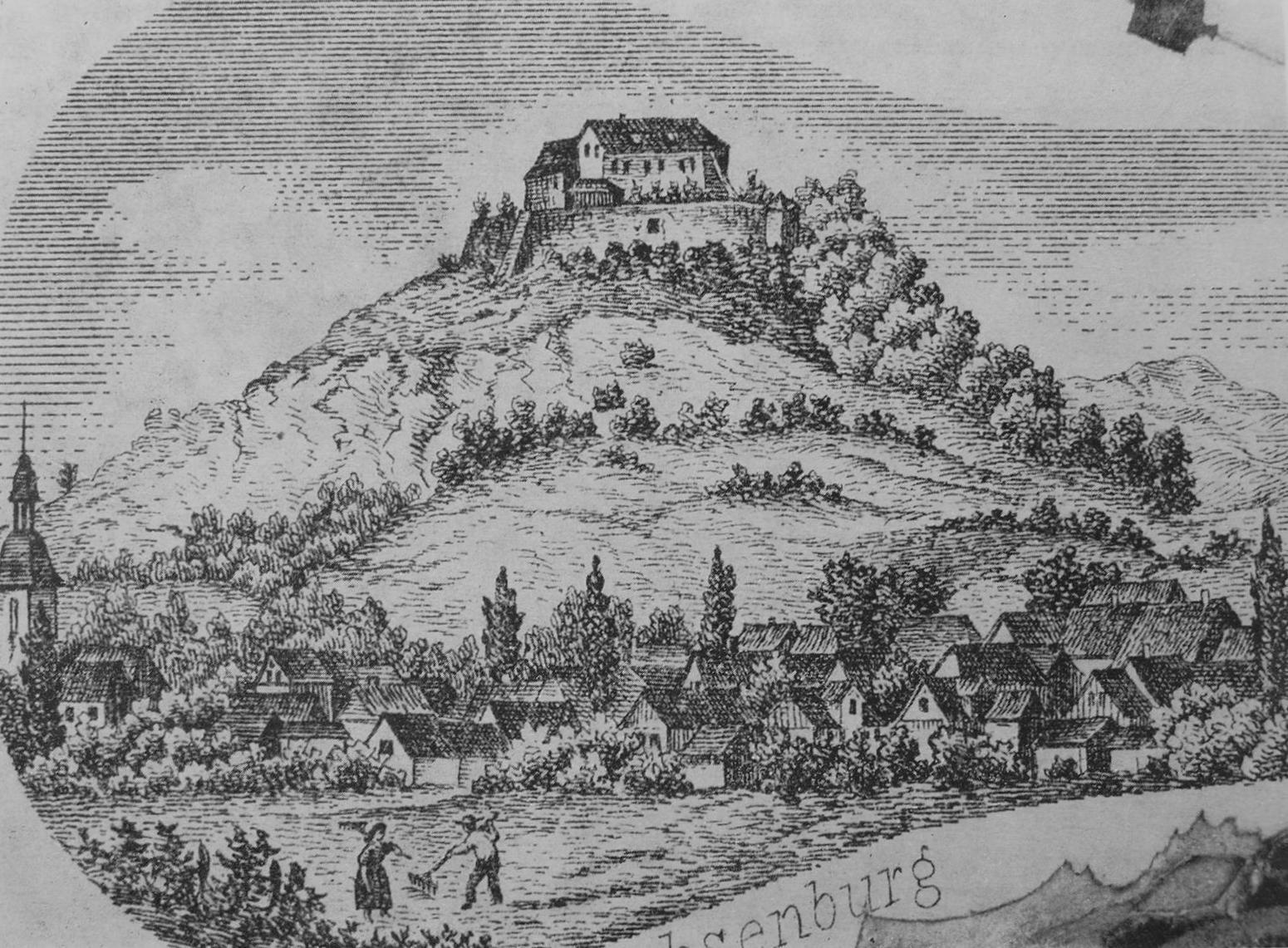
O Veste Wachsenburg numa pintura de 1898.

Em 1640, o Wachsenburg entrou na posse do Duque Ernesto I, o Piedoso, que originalmente ponderou expandi-lo para um palácio. Porém, após os trabalhos de reparação, as instalações do castelo foram planeadas como prisão e orfanato a partir de 1651. Foi preservado um modelo em madeira criado pelo construtor Casper Vogell. No entanto, mesmo esse projecto acabou por não ser implementado. Entre 1651 e 1659, o abastecimento de água foi garantido por um poço de 93 metros de profundidade. Mais tarde, foi introduzido o gabinete dum Comandante para a supervisão geral e administração dum centro de detenção para o pessoal militar (Arrestanstalt für Militärpersonen), tendo o último falecido em 1856. 
Em 1861 mudou-se um castelão e estalajadeiro para o Veste. No final do século XIX e início do século XX, o Wachsenburg foi em grande parte reconstruído e bastante construído de novo tendo em vista um museu. Em 1905, a Torre Hohenlohe (Hohenlohe-Turm) foi inaugurada como nova torre de menagem e, em 1907, o Bastião Carlos Eduardo (Bastion Carl-Eduard) como salão museulógico de artilharia. O traçado pictórico do interior foi assumido pelo pintor Eduard Fiedler, natural de Apfelstädt. Dirigido por indivíduos do Wachsenburg-Komitees com forte apoio ducal, o museu apresentava a história militar e local com foco no castelo. Até 1918, o Wachsenburg esteve subordinado aos Duques de Saxe-Coburgo-Gota. Em 1920 tornou-se propriedade do Estado da Turíngia. O Estado assumiu a obrigação "de manter as festas de Wachsenburg e promover o auxílio ao museu local ali instalado". No início de 1945 foi estabelecido no castelo um dos depósitos principais para as Colecções de Arte de Weimar, património cultural em risco de ataque aéreo.

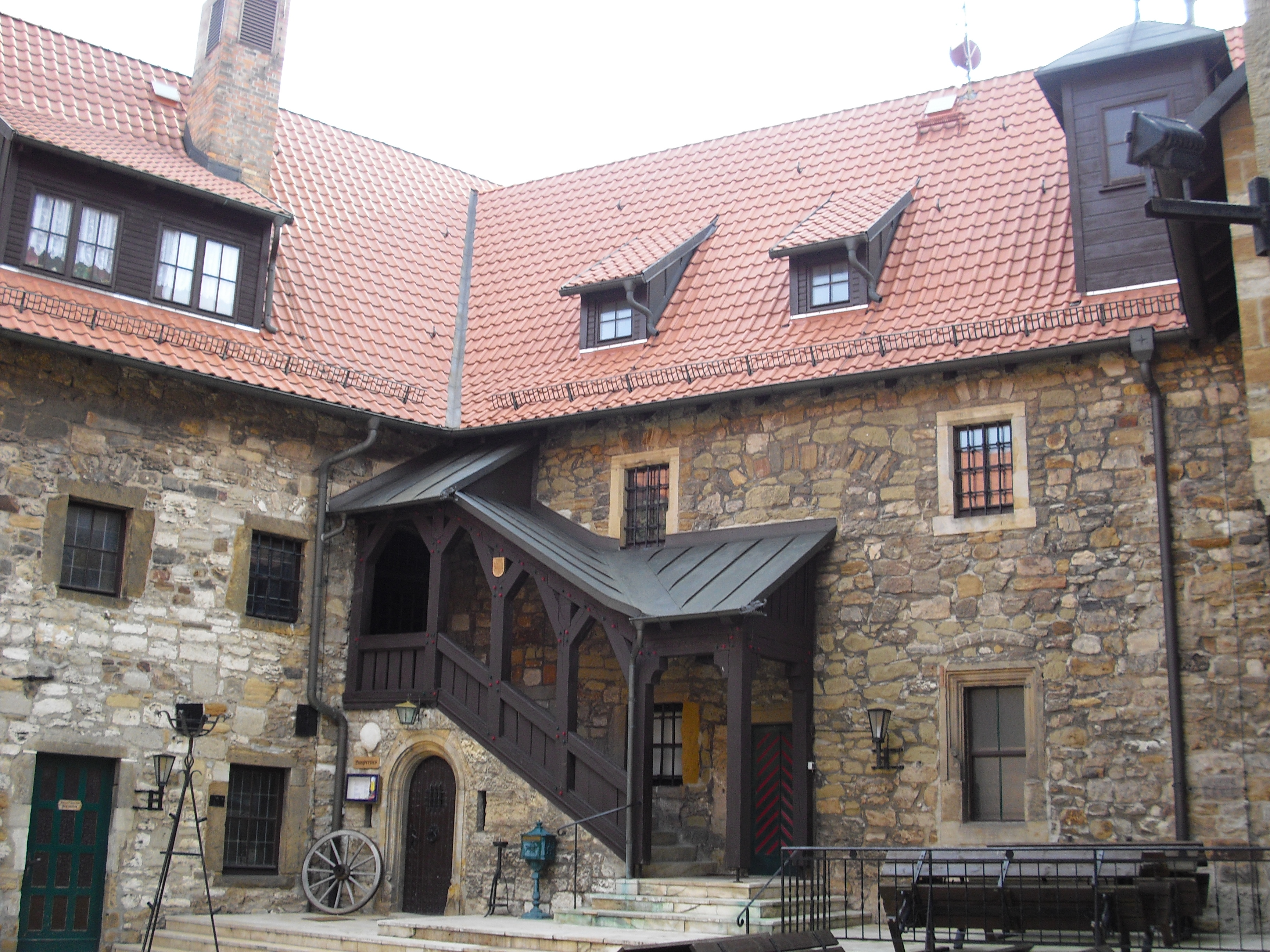
Pátio interior, com a entrada para o restaurante.

No dia 4 de Abril de 1945, as tropas norte-americanas ocuparam o Wachsenburg. Os generais Patton e Eisenhower foram lá para uma reunião. Muitos bens do museu desapareceram em 1945 e em Janeiro de 1946 o Exército Vermelho transportou a valiosa colecção militaria. Nos anos de 1964 a 1969 foram realizadas obras de renovação. Em 1966, o Kreis Arnstadt (distrito de Arnstadt), a quem o Wachsenburg agora pertencia, dirigiu ali um hotel que também servia de casa de hóspedes para o governo da RDA. O restaurante da Handelsorganisation foi aberto ao público.
Em 1991, o Estado da Turíngia passou a ser o proprietário do Veste, tendo desenvolvido extensos trabalhos de restauro. Desde 2001, o hotel e o restaurante estão em mãos privadas depois de dez anos de arendamento. Por iniciativa do proprietário, também foi reaberto o "Novo Museu do Castelo" (Neuen Burgmuseums) em 2001. Em 2003 deu-se a solene consagração da Capela de São Jorge. No mesmo ano, a Ordo militaris teutonicus e. V., uma Ordem militar de cavaleiros hospitalários, com representação própria independente e secular, com actividades benificentes, fez do Wachsenburg o seu castelo-sede da Ordem (Heim-Ordensburg).

## O museu no Wachsenburg

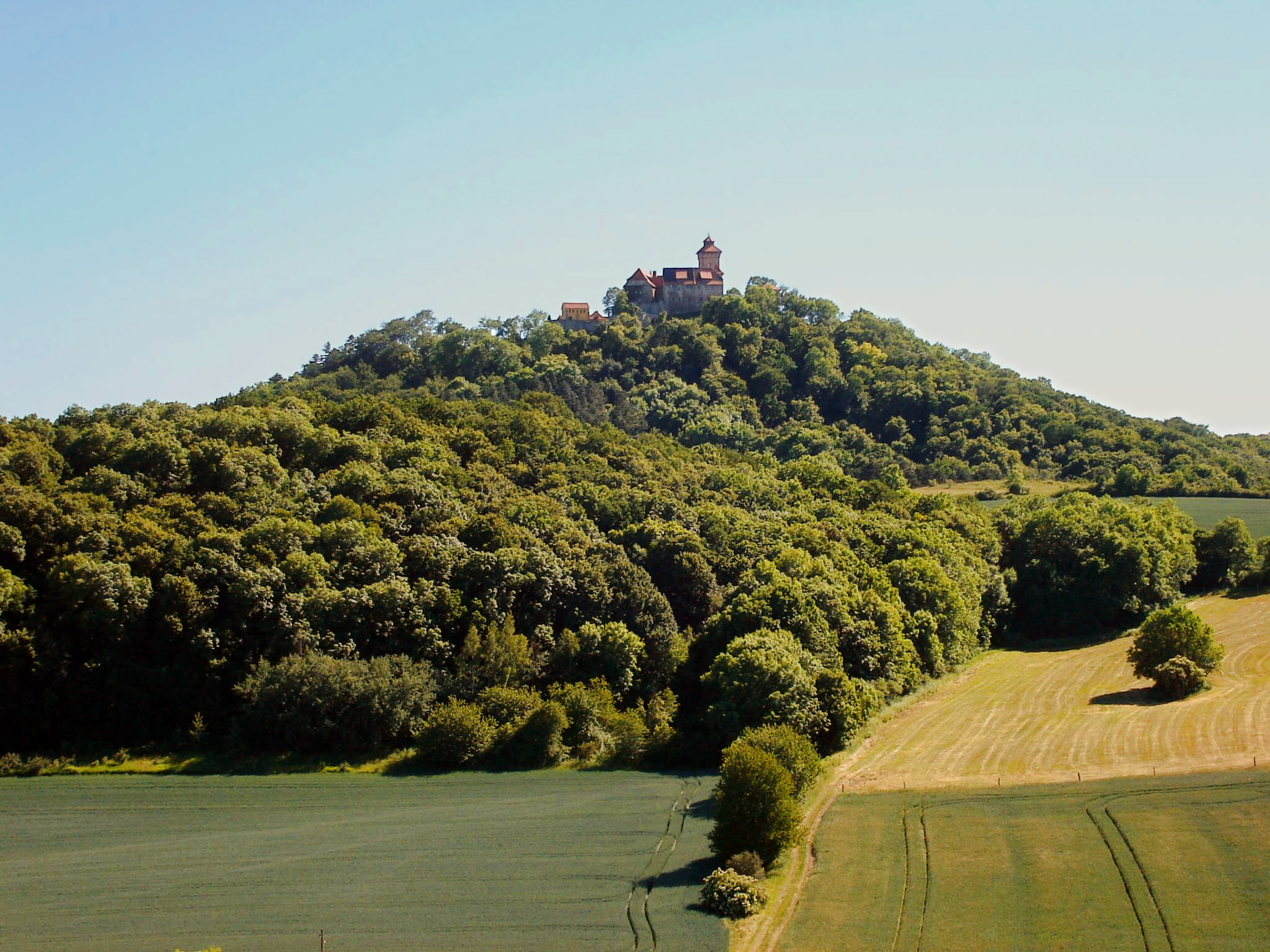
O Veste Wachsenburg visto de norte.

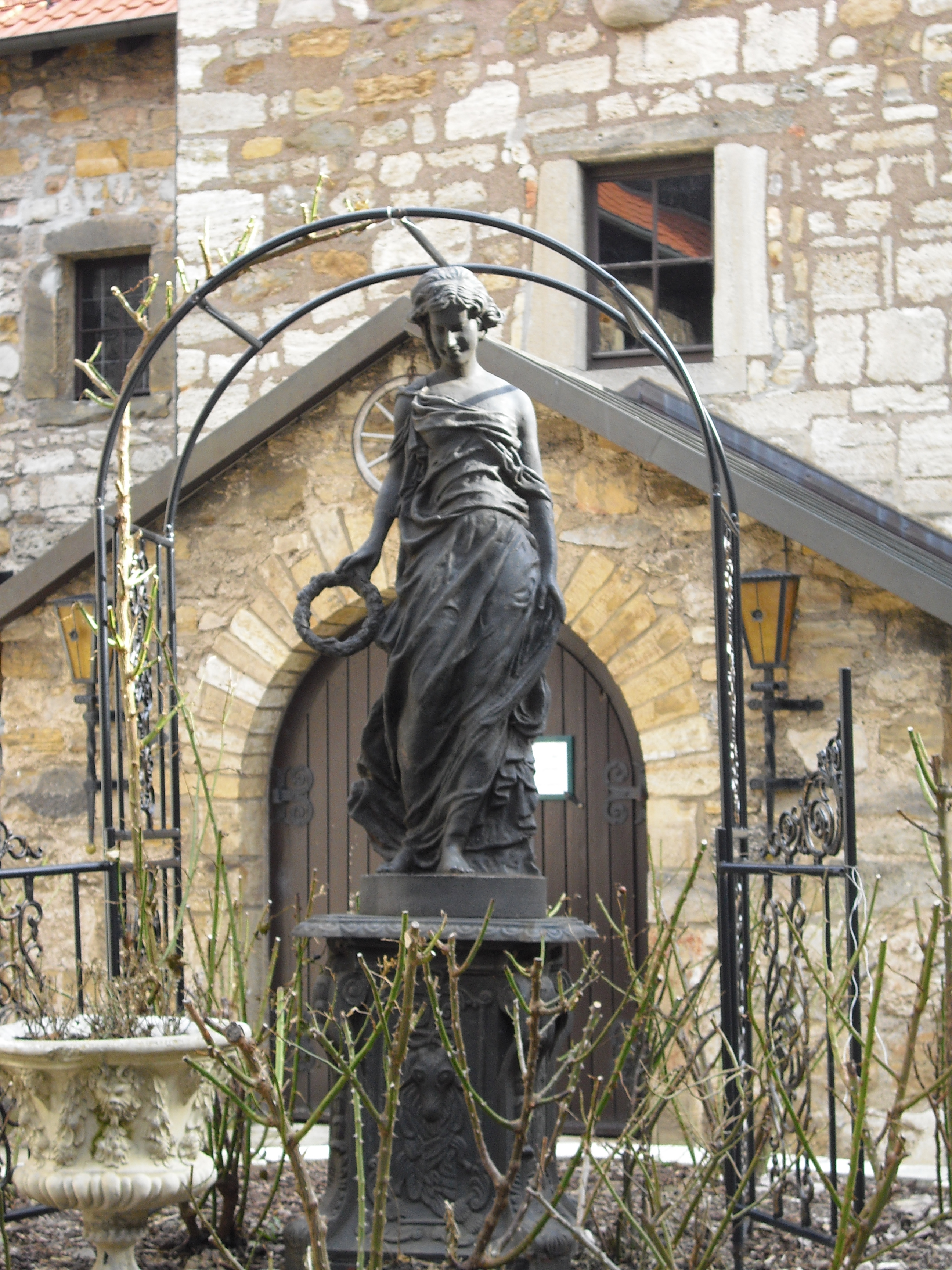
Poço no pátio interior do Veste Wachsenburg.

Três meritórios cidadãos de Gota, Carl Ferdinand Grübel, Moritz Huppel e Theobald Wolff, fundaram em 1896 o Comité de Wachsenburg (Wachsenburg-Komitee). Tinham participado na Guerra franco-prussiana (1870/1871) e queriam criar na fortaleza um "Museu das Guerras de Unificação Alemã" (Museum der deutschen Einigungskriege). No entanto, este oblectivo logo foi ampliado. A população foi convidada a dar o seu apoio para a "Colecção de Antiguidades Patrióticas" (Sammlung vaterländischer Altertümer). O Duque Alfredo de Saxe-Coburgo-Gota contribuiu para o sucesso do projecto com uma grande soma em dinheiro para a fundação e com elementos da sua Casa para exposição. Isto permitiu que o museu, também apoiado pela Associação de Wachsenburg (Wachsenburg-Verein e. V.), mostrasse colecções exclusivas a partir de 1898:
- uma colecção de história militar da Guerra dos Trinta Anos à Primeira Guerra Mundial: vestuário, equipamento e armamento dos soldados alemães;
- uma exposição da ajuda de guerra de 1914/1918;
- uma colecção militaria, na prisão restaurada, com bandeiras, estandartes, uniformes e instrumentos de artilharia e de cerco, especialmente dos regimentos de Saxe-Gota-Altemburgo dos séculos XVII e XVIII;
- valiosas armas antigas no salão de armas construído em 1907 no Bastião Carlos Eduardo (Bastion Carl Eduard);
- um diorama da Batalha de Wörth, travada na Alsácia em 1870, com milhares de soldados de lata;
- uma Colecção do Duque Alfredo (Herzog-Alfred-Sammlung) com armas (lanças, dardos, flechas, arcos) e outros objectos etnográficos de culturas asiáticas, africanas e do Pacífico. O duque havia trazido essas recordações das suas extensas viagens a essas regiões;
- uma extensa colecção de história doméstica com móveis camponeses, utensílios domésticos e roupas, principalmente da região, mas também de outras partes da Alemanha (apresentação de artesanato tradicional na Ruríngia, com o exemplar mais antigo datado do século XVII);
- retratos dos duques ernestinos e suas esposas, uma árvore genealógica artística constituída pelos duques, brasões das famílias reais alemãs, imagens do pintor histórico de Gota, Prof. J.H. Schneider, e das pinturas murais de Wachsenburg por Eduard Fiedler, assim como muitos relatos históricos da sua autoria (os seus planos para o grande Salão dos Cavaleiros - Rittersaal - de 1930, não foram executados devido à sua morte);
- a carruagem de Estado do então Duque de Gota, de 1808;
- uma exposição sobre Gustav Freytag, o poeta de Die Ahnen, em exibição no piso superior da Torre Hohenlohe a partir de 1906. Ele havia escrito no castelo, em 1870, o capítulo Nest der Zaunkönige ("ninho de carriças" - o Mühlburg). O quarto Gustav Freytag (Gustav-Freytag-Zimmer) contém mobiliário original vindo da sua casa na aldeia de Siebleben.

Quando o Estado da Turíngia tomou o controle do Wachsenburg, no início da década de 1920, assumiu que ia promover o auxílio ao museu local ali instalado. Durante a Segunda Guerra Mundial, as peças particularmente valiosas das colecções foram protegidas nas caves do castelo contra os ataques aéreos e os bombardeamentos de artilharia. No início de Abril de 1945 deu-se a ocupação do Wachsenburg por tropas norte-americanas e no início de Julho pelo Exército Vermelho. Estes factos logo causaram perdas severas no acervo do museu. Em Janeiro de 1946, as partes sobreviventes do Museu da Guerra (Kriegsmuseums) foram seladas e, pouco depois, as armas e uniformes foram confiscados, embalados e levados embora. Apenas os restos da colecção de história doméstica poderia ser novamente mostrada a partir de 1946, até que o museu foi completamente encerrado em 1965. A Associação Wachsenburg tinha sido dissolvida em 1949. 
Em Setembro de 2001, foi inaugurado o novo museu do castelo, na ala norte e na Torre Hohenlohe, financiado com fundos privados pelos proprietários.

## Reserva natural de Wachsenburg
Em 1996, foi consolidada a reserva natural com 80 hectares. Esta inclui as escarpadas e íngremes encostas da colina do Wachsenburg e a Montanha Vermelha (Roten Berg). Aqui podem ser encontrados nas florestas típicas, prados semi-áridos e pastagens, arbustos termofílicos e campos de ervas selvagens, muito representativos da diversidade da fauna e flora legítimas. Particularmente notáveis são: o gafanhoto de asa azul (Oedipoda caerulescens ), a cobra lisa austríaca (Coronella austriaca) e o linho loreno (Linum leonii), assim como o lagarto-ágil (Lacerta agilis).

## Caminhadas com destino ao Wachsenburg
O Veste Wachsenburg é um destino especialmente frequentado por excursionistas. Vários trilhos regionais levam ao cume:
o caminho Graf Gleichem (Graf-Gleichen-Weg), o caminho Gustav Freytag (Gustav-Freytag-Weg), assim chamado em homenagem ao escritor Gustav Freytag, e o caminho Otto Knöpfer (Otto-Knöpfer-Weg), em homenagem ao pintor Otto Knöpfer, que cresceu na aldeia de Holzhausen, no sopé do castelo, e usou o Veste Wachsenburg e os seus arredores como motivos frequentes nas suas pinturas.